# Björn Halling
Björn Birger Halling, född 6 februari 1932 i Torshälla, död 10 april 2023 i Lidingö distrikt, var en svensk kock och krögare.
Halling började arbeta i kök redan i tonåren. Han var sedan kock i flottan och därefter började jobba som lärling på Stallmästaregården. Halling blev en av Tore Wretmans lärlingar och utvecklades till att bli en mycket skicklig och uppfinningsrik kock. På Foresta blev han köksmästare, och efter några år i branschen öppnade han egen krog. Halling och hans fru Kerstin Halling har ägt och drivit bland annat Gutekällaren i Visby och Pelikan på Södermalm i Stockholm.
År 1985 grundade Björn Halling, Örjan Klein, Frank Hollingworth och Åke Håkansson Restaurangakademien. Halling skrev flera kokböcker, bland annat Kräftans lov, Goda Sidorna och Svensk Mat  och blev intervjuad för många reportage och artiklar om svensk kokkonst.
Halling fick 2011 Restauranggalans Hederspris. Han var son till konstnären Birger Halling.
Björn Halling är gravsatt på Lidingö kyrkogård.